# Карл фон Изенбург-Бюдинген-Меерхолц
Карл Фридрих фон Изенбург-Бюдинген-Меерхолц (на немски: Karl Friedrich zu Isenburg-Büdingen-Meerholz; * 27 ноември 1700, Меерхолц; † 14 март 1774, Меерхолц в Гелнхаузен) от род Изенберг (Изенбург), е първият граф на Изенбург-Бюдинген в Меерхолц (1724 – 1774).

## Произход
Той е син на граф Георг Албрехт фон Изенбург-Бюдинген (1664 – 1724) и съпругата му графиня Амалия Хенриета фон Сайн-Витгенщайн-Берлебург (1664 – 1733), дъщеря на граф Георг Вилхелм фон Сайн-Витгенщайн-Берлебург (1636 – 1684) и първата му съпруга Амелия Маргерита де Ла Плац (1635 – 1669).
Карл Фридрих умира на 14 март 1774 г. в Меерхолц, Хесен-Дармщат, на 73 години, и е погребан в дворцовата църква.

## Фамилия
Карл Фридрих се жени на 24 февруари 1725 г. в Асенхайм за графиня Елеонора Елизабет Фридерика Юлиана фон Золмс-Рьоделхайм-Асенхайм (* 23 септември 1703, Гайлдорф; † 1 юни 1762, Меерхолц), дъщеря на граф Лудвиг Хайнрих фон Золмс-Рьоделхайм-Асенхайм (1667 – 1728) и управляващата графиня Вилхелмина Христиана фон Лимпург (1679 – 1757). Те имат 12 деца, от които порастват само 4:
- Георг Лудвиг Вилхелм (1725 – 1726)
- Фридрих Карл (1727 – 1728)
- Йохан Фридрих Вилхелм (1729 – 1802), женен на 11 юни 1762 г. в Грумбах за графиня Каролина фон Залм, вилд- и Рейнграфиня в Грумбах (1734 – 1791)

- Амандус Вилхелм Христиан Белгикус (1738 – 1758)
- Фридрих Лудвиг Карл Албрехт (1739 – 1758), убит при Зангерхаузен
- Георг Август Ернст (1741 – 1742)
- Йохан Лудвиг Мориц (1744 – 1746)
- Христиан Карл Ернст (1746 – 1747)
- Христина Хенриета Амалия (1726 – 1727)
- Шарлота Луиза Елеонора (1730 – 1731)
- София Христиана Луиза (1740 – 1740)
- Христина Луиза Шарлота (1742 – 1808), омъжена на 31 август 1766 г. в Меерхолц за граф Георг Фридрих Лудвиг Белгикус фон Валдек-Бергхайм (1732 – 1771), син на граф Йосиас I фон Валдек-Бергхайм